# Mahalangur Himal
Mahālangūr Himāl (Nepalese: महालङ्गूर हिमाल, Mahālaṅgūra himāla) è una sezione dell'Himalaya nel Nepal nord-orientale e nel Tibet centro-meridionale (Cina) che si estende ad est dal passo Nangpa La tra Rolwaling Himal e Cho Oyu, fino al fiume Arun. Comprende il Monte Everest, il Lhotse, il Makalu e il Cho Oyu - quattro delle sei vette più alte della terra. Dal lato tibetano è prosciugato dai ghiacciai Rongbuk e Kangshung e sul lato nepalese dai ghiacciai Barun, Ngojumba, Khumbu e altri. Tutti sono affluenti del fiume Koshi attraverso il fiume Arun a nord e ad est o Dudh Kosi a sud.
Mahalangur Himal può essere diviso in tre sottosezioni:
- Makālu (Nepalese: मकालु) più vicino al fiume Arun e lungo il confine tra Nepal e Cina, tra cui Makalu 8463 m, Chomo Lonzo 7790 m a sud della valle di Kama in Tibet, Kangchungtse o Makalu II 7678 m, Picco 7199 e altri dieci oltre 6000 metri.
- Barun (Nepalese: बरुण, Baruṇa) all'interno del Nepal e a sud della sezione di Makālu. Comprende Chamlang 7319 m e Chamlang East 7235 m, Picco 7316, Baruntse 7129 m, Ama Dablam 681 2m e circa altri 17 oltre i 6000 metri.
- Khumbu (Nepalese: खुम्बु) lungo il confine internazionale ad ovest della sezione di Makalu, compreso il massiccio dell'Everest: Everest 8848 m, Lhotse 8516 m, Nuptse 7855 m e Changtse 7580 m. A Ovest dell'Everest ci sono Pumori 7161 m e Cho Oyu 8201 m più altre 20 oltre 7000 metri e 36 oltre 6000 metri.[1]

La regione del Khumbu in Nepal è la parte popolata più famosa dei Mahalangurs poiché si trova sul sentiero di accesso alla normale strada per l'Everest (Colonna del Sud).